# NHIndustries NH90
El NHIndustries NH90 es un helicóptero militar utilitario de tamaño medio bimotor, construido por NHIndustries, una empresa fundada por Eurocopter (62,5%), Leonardo (denominada Finmeccanica hasta 2017) y Stork Fokker Aerospace. Fue desarrollado en respuesta al requerimiento de la OTAN de un helicóptero para el campo de batalla que también pudiera operar en entornos navales. El primer prototipo realizó su vuelo inaugural en diciembre de 1995; el modelo entró en servicio operativo por primera vez en 2007. Hasta junio de 2022, el NH90 ha registrado 327 053 horas de vuelo en las fuerzas armadas de trece países.
El NH90 es el primer helicóptero producido que cuenta con controles de vuelo de fly-by-wire en su totalidad. Hay dos variantes principales; el Helicóptero de Transporte Táctico (TTH) para uso militar, y el Helicóptero Fragata de la OTAN (NFH), navalizado. Cada cliente generalmente tiene varias modificaciones y personalizaciones realizadas en sus propias flotas de NH90, como diferentes armas, sensores y arreglos de cabina, para cumplir con sus propios requisitos específicos. Además, en muchos casos se acomodó la construcción local de fuselajes, lo que dio a los participantes del programa la oportunidad de desarrollar experiencia en construcción. Sin embargo, a pesar de muchas características avanzadas, ha habido una serie de quejas sobre la experiencia general, incluidas demoras en la entrega, alto mantenimiento, problemas de software y durabilidad, lo que llevó al retiro anticipado de algunas flotas. Sin embargo, ha servido en un número cada vez mayor y en roles en la década de 2010, asumiendo búsqueda y rescate naval, ASW, transporte de tropas, operaciones especiales, varios reabastecimientos y socorro en casos de desastre y evacuación médica. En varios casos, las variantes del NH90 pueden estar bastante especializadas para un rol determinado.
El NH90, que puede ser tripulado por un solo piloto, está diseñado para operar en condiciones meteorológicas adversas, tanto de día como de noche. Desde su puesta en servicio, el NH90 ha sufrido varios problemas técnicos, que han retrasado el despliegue activo de este modelo por parte de algunos operadores. En 2022, Noruega canceló el programa y exigió un reembolso completo. Australia retiró el modelo en 2023, mucho antes de la fecha de retiro prevista de 2037. Actualmente, a mediados de la década de 2020, una docena de países siguen utilizando el NH90, mientras que los pedidos y mejoras adicionales equivalen a un uso continuo y generalizado del modelo. Se están realizando esfuerzos para aumentar las funciones, las actualizaciones y aumentar la vida útil y la facilidad de mantenimiento.

## Diseño y desarrollo

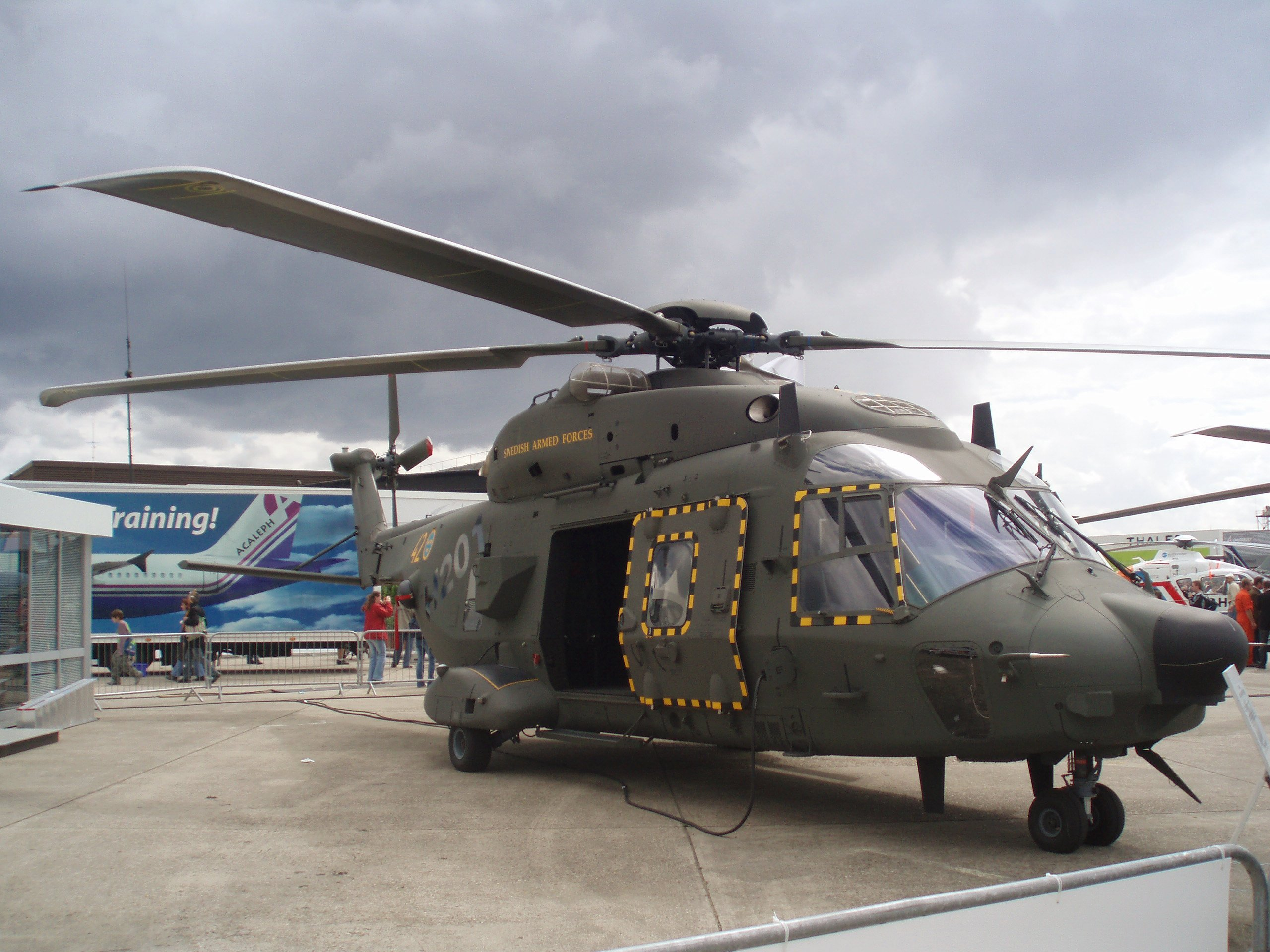
Prototipo del NH90 el Festival Aéreo Internacional de 2005 en Australia.

El 1 de septiembre de 1992, NHIndustries firma un contrato para el diseño y desarrollo del NH90 con la Agencia de Gestión de Helicópteros de la OTAN (NAHEMA, NATO Helicopter Management Agency). Esta agencia representa las cuatro naciones participantes: Francia, Italia, Alemania y Países Bajos. Portugal se unió a la agencia el 21 de junio de 2001.
El diseño empezó en 1993. El primer prototipo, el PT1, realizó su primer vuelo el 18 de diciembre de 1995. El segundo prototipo, el PT2, voló por primera vez el 19 de marzo de 1997, y el tercer prototipo, el PT3, lo hizo el 27 de noviembre de 1998.
El 30 de junio de 2000 se firmó un primer contrato de 298 NH90, firmado entre NAHEMA y NHI.
En 2001 se firmaron nuevos contratos por parte de 3 nuevos clientes:
- Suecia: 25 helicópteros.
- Finlandia: 20 helicópteros.
- Noruega: 24 helicópteros.

El 29 de agosto de 2003, Grecia encarga 34 NH90, con opción a otros 14.
Las entregas empezaron en 2004, con las primeras versiones TTH para el Ejército alemán e italiano y la versión TTT para las Fuerzas de Defensa finlandesas.
Desde 2005, los navíos italianos y franceses empezarían a recibir sus versiones NFH, y los primeros NH90 noruegos y suecos se entregarían casi diez años más tarde.
El 20 de mayo de 2005 el ministro de Defensa español, José Bono, anunció por sorpresa la compra de 45 helicópteros de la versión TTH y la opción a otros 45, según el número de julio de Avión Revue.

### Componentes
Referencias: defensa.gob.es, aviaciondigitalglobal.com,

#### Estructura

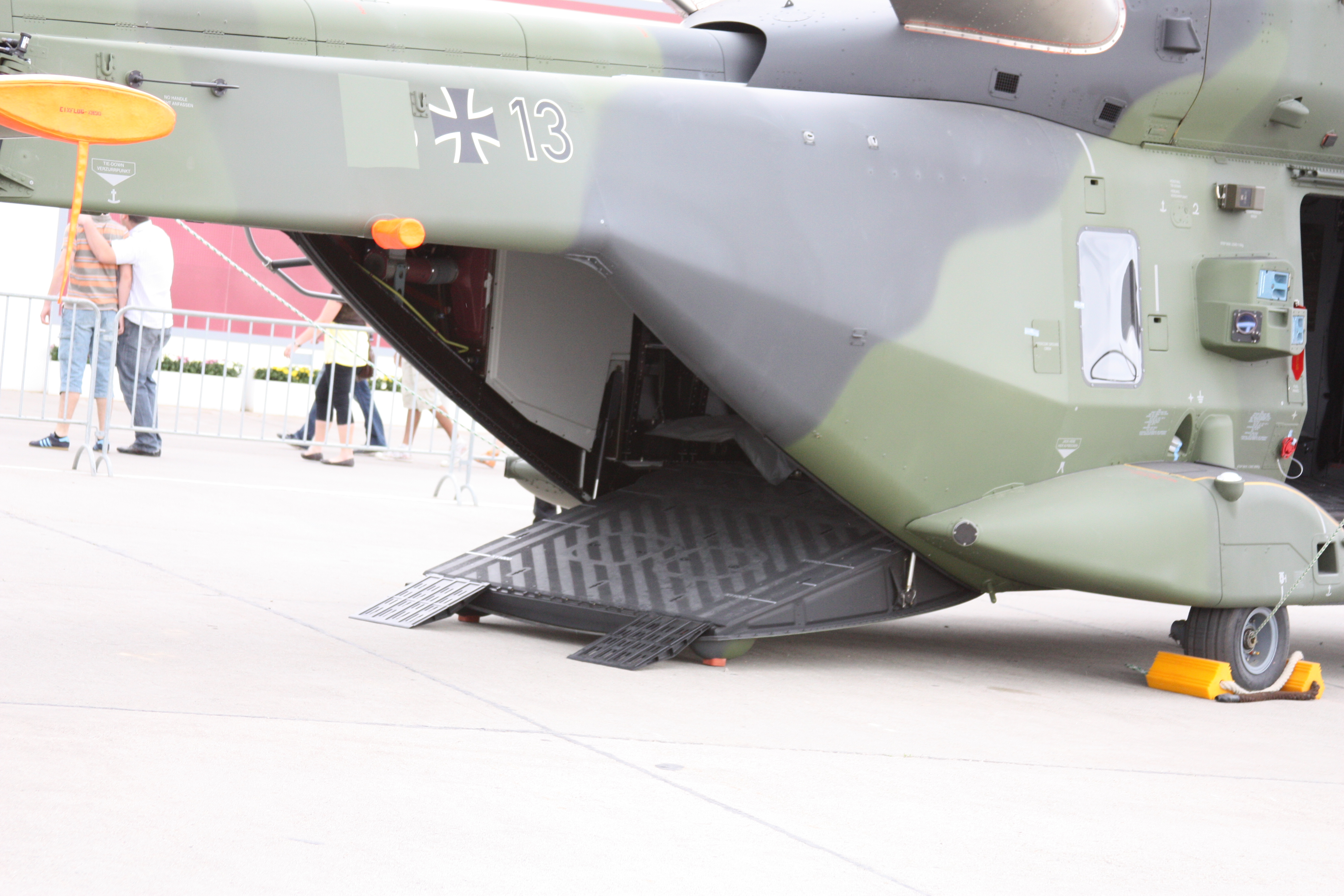
Rampa de carga.

| Sistema | País                    | Fabricante | Notas                                     |
| ------- | ----------------------- | ---------- | ----------------------------------------- |
| Célula  | Alemania España Francia | Eurocopter | Fabricada por su filial Eurocopter España |

#### Electrónica

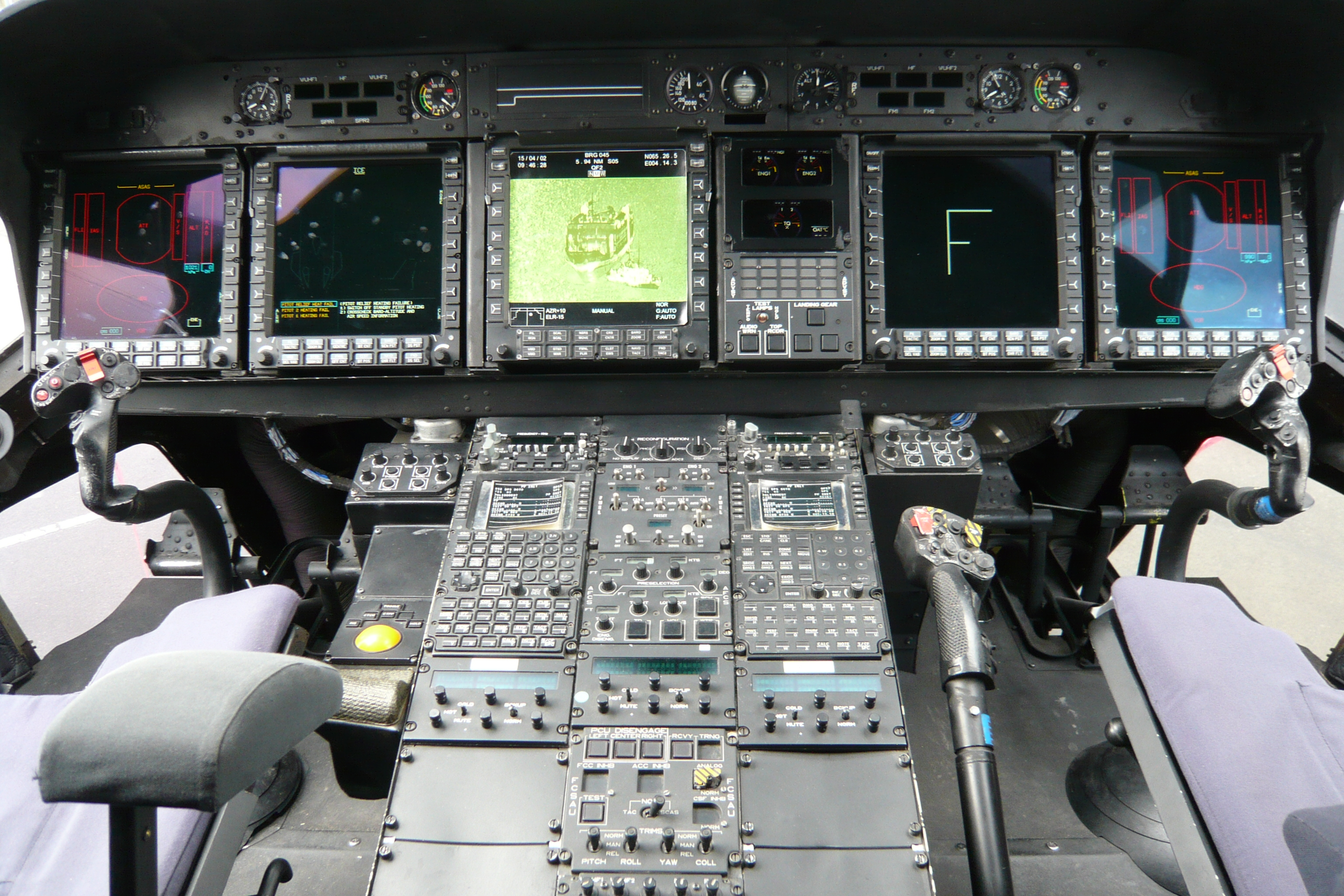
Cabina de vuelo del NH90.

| Sistema                             | País                                | Fabricante     | Notas                                                                        |
| ----------------------------------- | ----------------------------------- | -------------- | ---------------------------------------------------------------------------- |
| Redes de datos                      |                                     |                | MIL-STD-1553B, ARINC 429                                                     |
| Sistema de control de vuelo         |                                     |                | Cuádruple FBW (doble digital, doble analógico). Bucle completamente cerrado. |
| Hardware de la computadora de vuelo | España                              | Indra Sistemas |                                                                              |
| Radar                               | Francia                             | Thales Group   |                                                                              |
| Aviónica                            | España                              | GMV            |                                                                              |
| Sistema de Comunicaciones           | España                              | Amper          |                                                                              |
| Contramedidas                       | Alemania España Francia Reino Unido | EADS           | Fabricado en España por Indra Sistemas                                       |

#### Armamento

MU90.

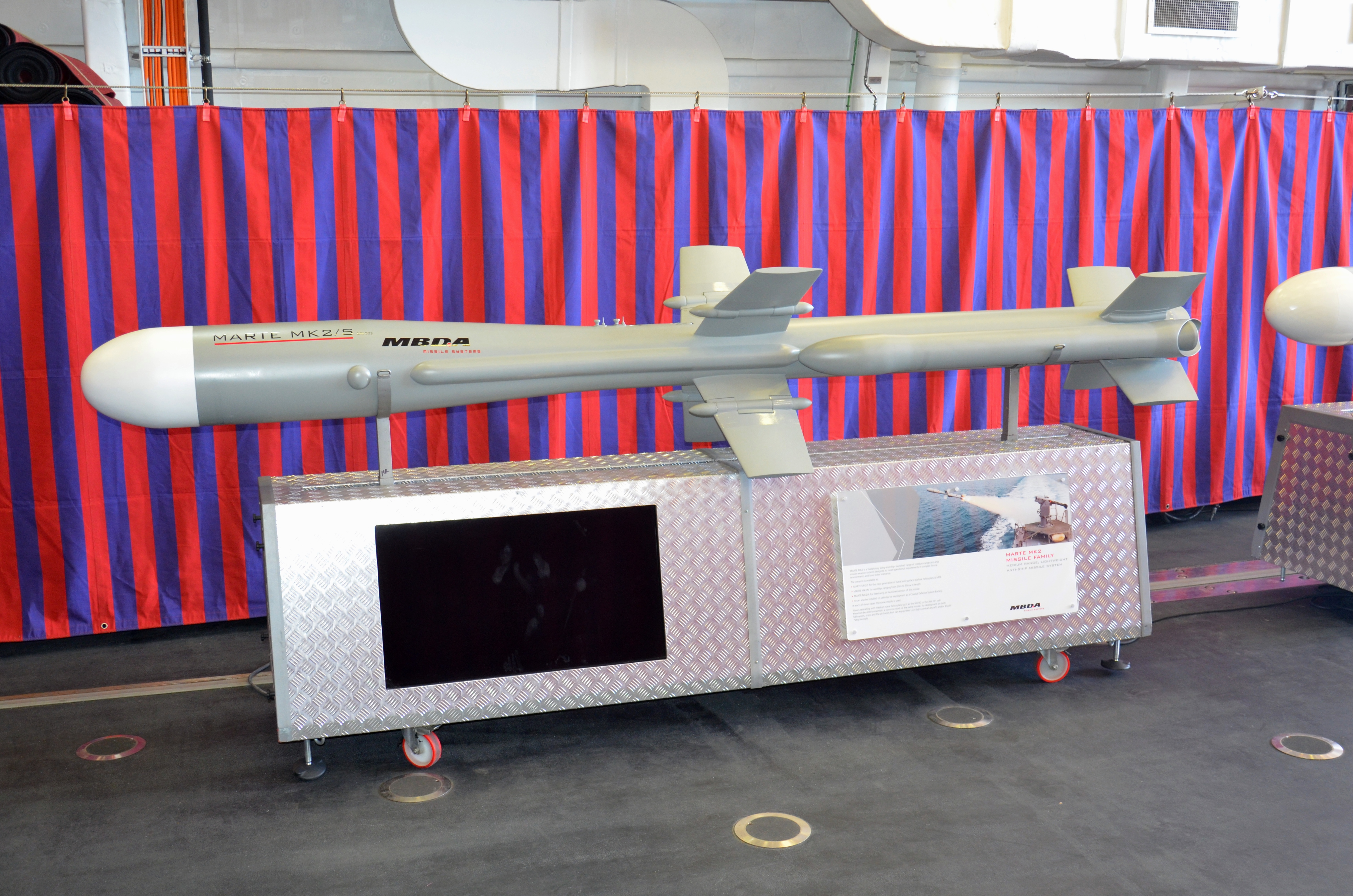
Marte Mk.2

| Sistema                         | País           | Fabricante          | Notas                            |
| ------------------------------- | -------------- | ------------------- | -------------------------------- |
| Ametralladora (opción)          | Alemania       | Rheinmetall         | 2 × MG3 de 7,62 mm               |
| Ametralladora (opción)          | Bélgica        | FN Herstal          | 2 × FN MAG de 7,62 mm            |
| Ametralladora (opción)          | Estados Unidos | Dillon Aero         | 2 × M134D rotativo de 7,62 mm    |
| Ametralladora (opción)          | Bélgica        | FN Herstal          | 2 × M3M de 12,7 mm               |
| Contenedor de cañón (opción)    | Francia        | Nexter              | 2 × NC621 con cañón M621 de 20mm |
| Cohete aire-tierra SNEB de 68mm | Francia        | TDA Armements SAS   |                                  |
| Torpedo Mark 46                 | Estados Unidos | Alliant Techsystems |                                  |
| Torpedo Stingray                | Reino Unido    | BAE Systems         |                                  |
| Torpedo EuroTorp MU90           | Francia Italia | EuroTorp            |                                  |
| Misil antibuque Marte Mk.2      | Italia         | MBDA Italia         |                                  |

#### Propulsión

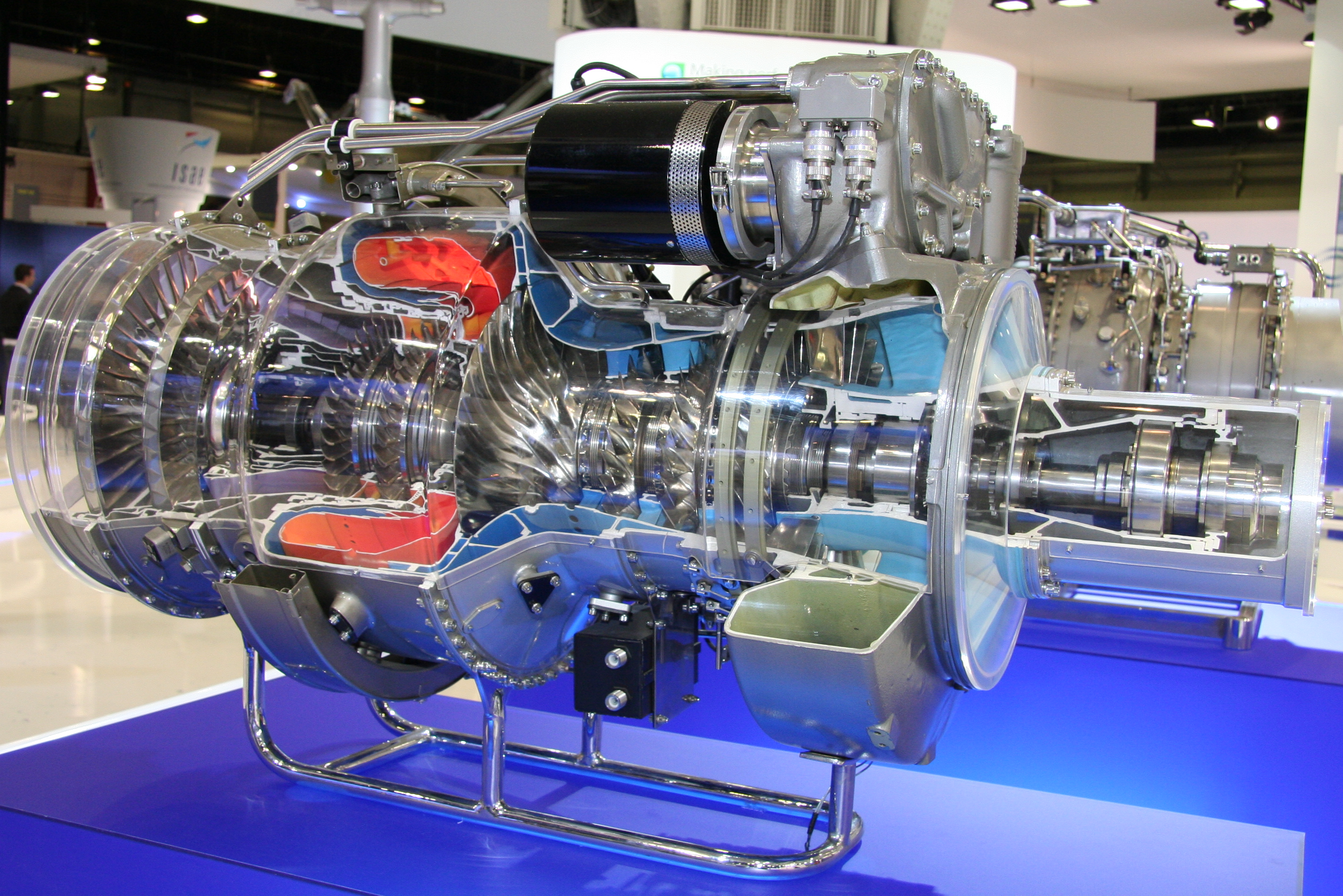
RTM322.

| Sistema        | País           | Fabricante       | Notas                                          |
| -------------- | -------------- | ---------------- | ---------------------------------------------- |
| Motor (opción) | Francia        | Turbomeca        | 2 × RTM322-01/9 - 1.802 kW (2.417 hp) cada uno |
| Motor (opción) | Estados Unidos | General Electric | 2 × CT7-8F5 - 1.845 kW (2.474 hp) cada uno     |

### Costes
El  coste de compra del NH90 para Alemania, Francia e Italia se situó en 2010 sobre los 35,7 millones de €, mientras que debido a los intereses por los retrasos en los pagos del programa, el precio de la versión española, sin apoyo logístico ni equipos básicos de vuelo ni manuales técnicos, dejaba el coste de despegue del aparato en 64 millones de € en 2011. Más polémicos han sido los costes logísticos de los recambios.

## Versiones
El helicópter NH90 tiene dos versiones genéricas: una terrestre (TTH) y otra naval (NFH).
TTH
La misión principal de la versión TTH (Tactical Transport Helicopter), es el transporte de hasta 20 soldados totalmente equipados o más de 2500 kg de carga, operaciones helitransportadas y búsqueda y rescate.
Otras aplicaciones incluyen la evacuación médica (12 camillas), operaciones especiales, lucha electrónica, correo aéreo, paracaidismo, transporte VIP y entrenamiento de vuelo.
NFH
El principal cometido de la versión NFH (NATO Frigate Helicopter), es el combate antisubmarino (ASW) y antinavío (ASUW) como plataforma autónoma embarcada. Estas unidades están equipadas para operar tanto de día como de noche, con meteorología adversa y en operaciones embarcadas.
Otras misiones pueden incluir apoyo en lucha antiaérea, reabastecimiento vertical, búsqueda y rescate y transporte de tropas.
MTH
A petición de Italia y España, se presentó en 2019 esta versión de transporte navalizada, que ofrece la posibilidad de plegar la cola y las palas del rotor para facilitar su manejo y estacionamiento en buques. Italia adquirió al menos 10 y España expresó intenciones de comprar 7 ejemplares.

## Operadores

TTH version
NFH version

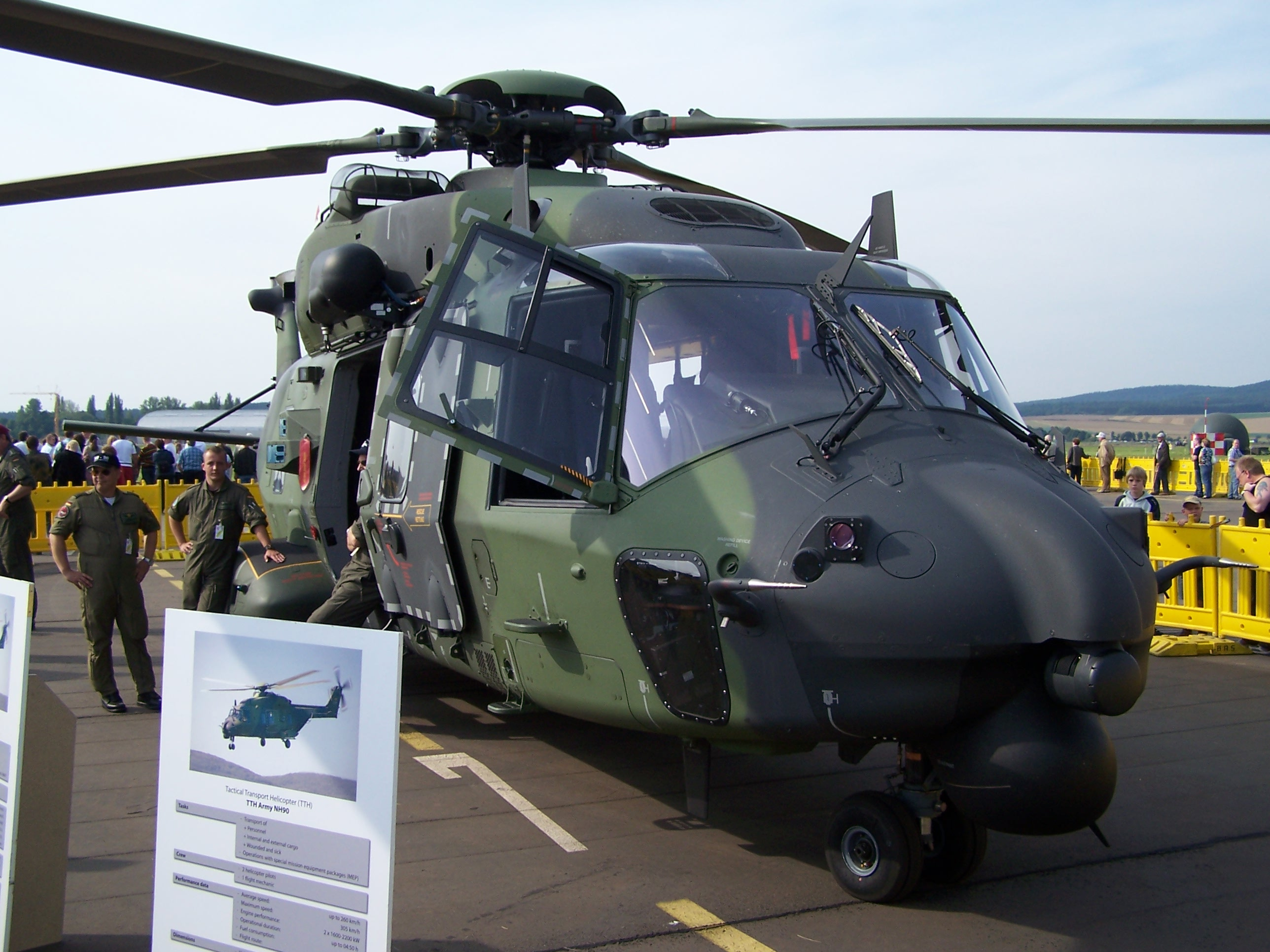
Un NH90 alemán.

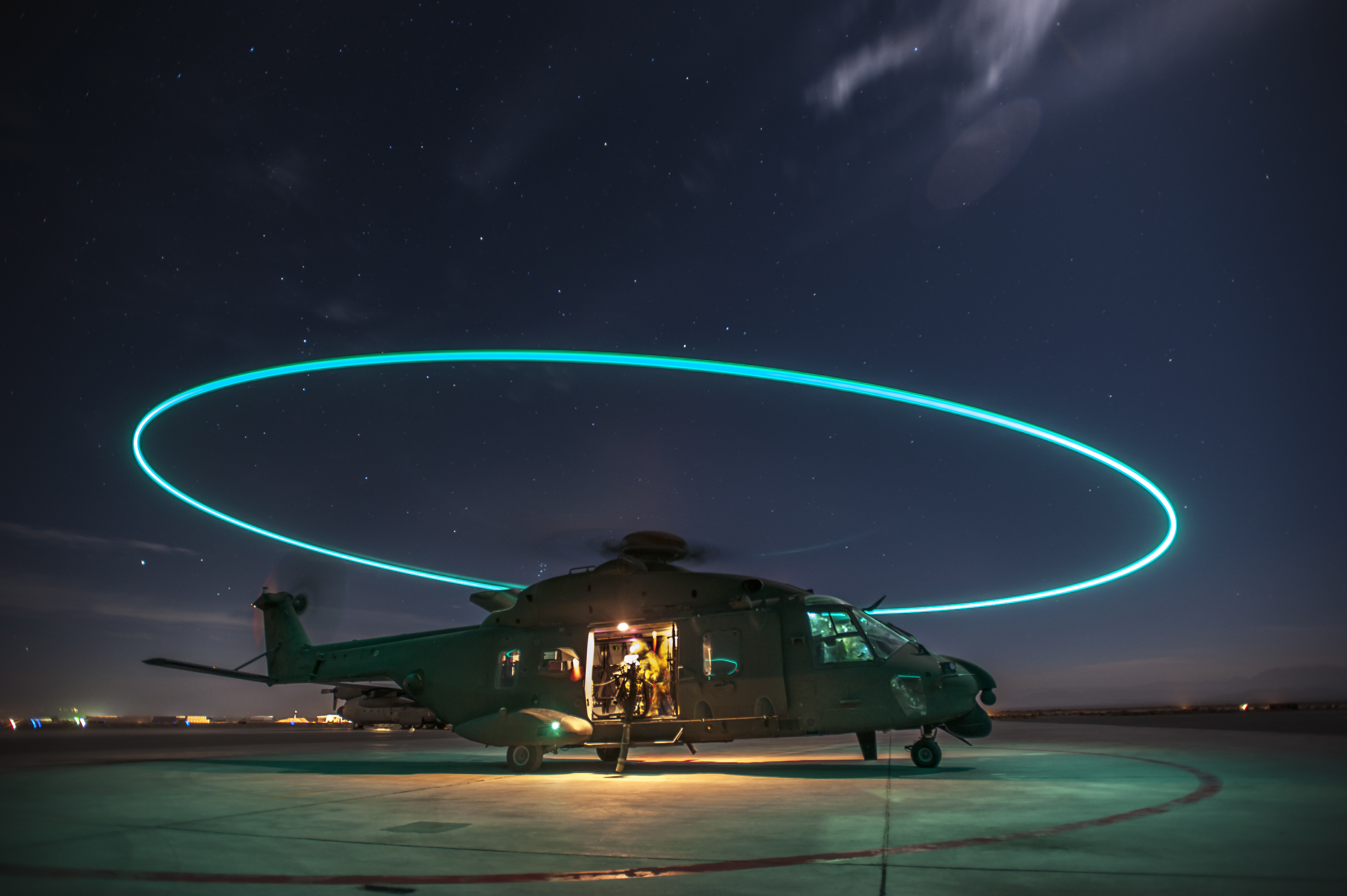
Un NH90 del Ejército Italiano durante una misión nocturna.

El libro de ventas del NH90 sería el siguiente:
| País          | Ejército                           | Tipo | Variante      | Misión                   | Pedidos | Opciones | Entregados |
| ------------- | ---------------------------------- | ---- | ------------- | ------------------------ | ------- | -------- | ---------- |
| Alemania      | Fuerza Aérea Alemana               | TTH  | TGEE          | CSAR                     | 42      | 12       | 80         |
| Alemania      | Fuerza Aérea Alemana               | TTH  | TGEF          | CSAR                     | 42      | 12       | 80         |
| Alemania      | Ejército Alemán                    | TTH  | TGEA          |                          | 80      | 0        | 80         |
| Alemania      | Ejército Alemán                    | TTH  | TGEC          |                          | 80      | 0        | 80         |
| Alemania      | Marina Alemana                     | NFH  | NGEN          |                          | 18      | 0        | 1          |
| Australia     | Fuerza de Defensa Australiana      | TTH  | TAUA (MRH-90) |                          | 40      | 0        | 40         |
| Bélgica       | Ejército Belga                     | TTH  | TBEA          |                          | 4       | 2        | 4          |
| Bélgica       | Ejército Belga                     | NFH  | NBEN          |                          | 4       | 0        | 4          |
| España        | Ejército de Tierra de España       | TTH  | GSPA 1 y 3    |                          | 26      | 0        | 16         |
| España        | Ejército del Aire de España        | TTH  | GSPA 2 Y 3    | SAR/PR/SAO               | 12      | 0        | 7          |
| España        | Armada Española                    | TTH  | MSPT          |                          | 7       | 0        | 2          |
| Finlandia     | Fuerzas de Defensa de Finlandia    | TTH  | TFIA          | SAR                      | 20      | 0        | 20         |
| Francia       | Marina Francesa                    | NFH  | NFRS          |                          | 27      | 0        | 21         |
| Francia       | Marina Francesa                    | NFH  | NFRN          |                          | 0       | 0        | 0          |
| Francia       | Ejército de Tierra Francés         | TTH  | TFRA          |                          | 74      |          | 45         |
| Francia       | Fuerza Aérea Francesa              | TTH  | TFRF          |                          | 34      | 0        | 0          |
| Grecia        | Ejército Griego                    | TTH  | TGRA          | Special Operations (4)   | 20      | 14       | 13         |
| Italia        | Marina Italiana                    | NFH  | HITN          |                          | 46      | 0        | 24         |
| Italia        | Marina Italiana                    | TTH  | MITT          |                          | 10      | 0        | 1          |
| Italia        | Ejército Italiano                  | TTH  | GITA          |                          | 60      | 0        | 42         |
| Italia        | Aeronautica Militare               | TTH  | GITF          | CSAR                     | 0       | 1        | 0          |
| Noruega       | Fuerzas Armadas de Noruega         | NFH  | NNWN          | Coast Guard (8), ASW (6) | 14      | 10       | 7          |
| Nueva Zelanda | Real Fuerza Aérea de Nueva Zelanda | TTH  | TNZA          |                          | 9       | 0        | 9          |
| Omán          | Real Fuerza Aérea de Omán          | TTH  | TOMF          |                          | 20      | 0        | 17         |
| Países Bajos  | Marina Real Neerlandesa            | NFH  | NNLN          |                          | 20      | 0        | 20         |
| Portugal      | Ejército Portugués                 | TTH  | TPOA          |                          | 10      | 0        | 0          |
| Suecia        | Fuerzas Armadas de Suecia          | TTH  | BSWA          |                          | 13      | 0        | 5          |
| Suecia        | Fuerzas Armadas de Suecia          | TTH  | BSWN          | ASW                      | 5       | 7        | 5          |
| Total         | -                                  | -    | -             | -                        | 524     | 80       | ?          |

### Anunciados
Arabia Saudita
64 anunciados en julio de 2006.
 Alemania
- Marina Alemana: 30 NFH todavía pendientes de ser pedidos.[18]

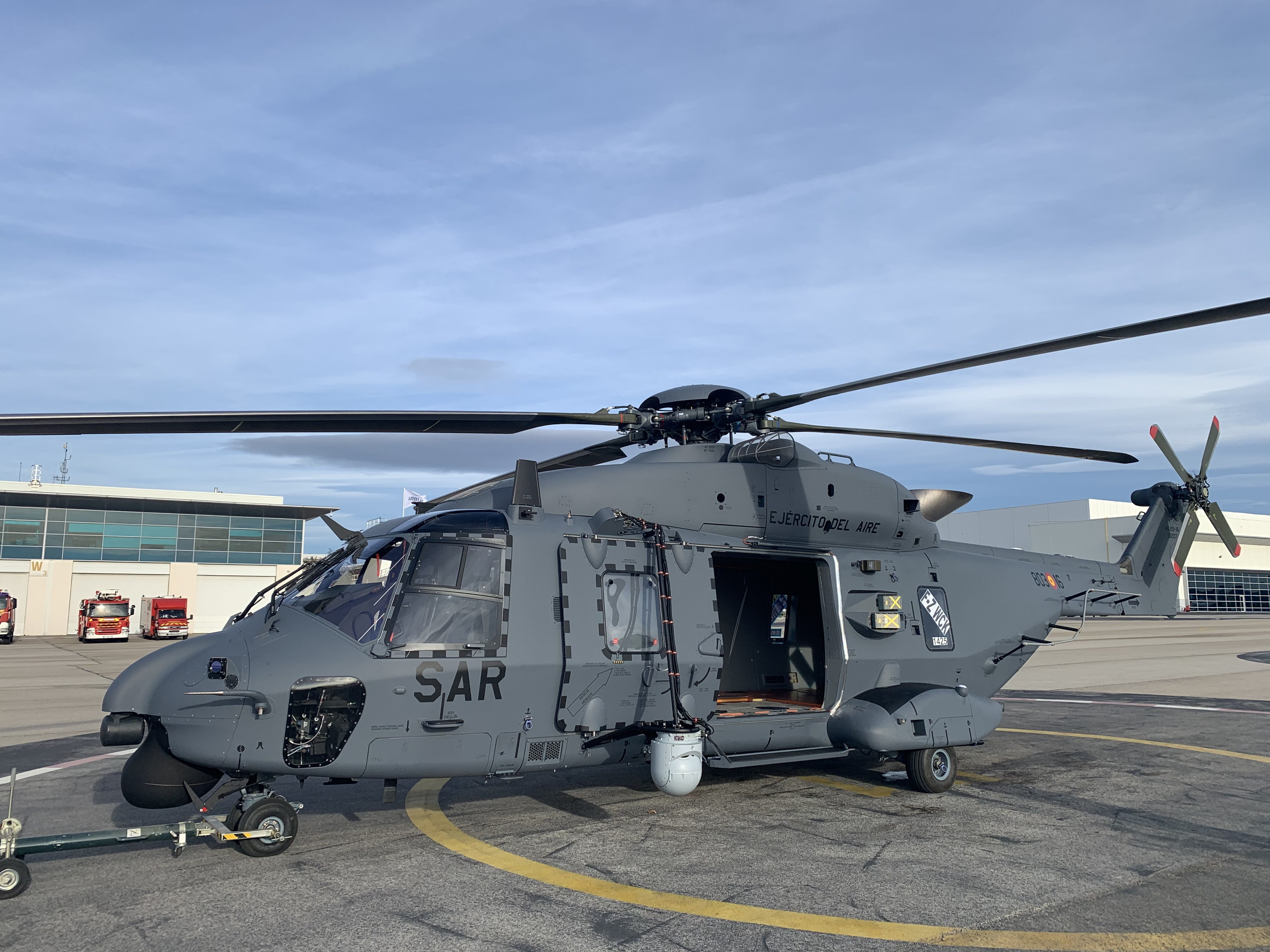
Un NH90 STD2 del Ejército del Aire de España en fase de pruebas en Airbus Helicopters en el año 2020.

 España
En principio se pensó en la adquisición de 104 unidades, fabricadas en la planta de ensamblaje final en Albacete, pero finalmente firmó un pedido de 45 aparatos, de los cuales 7 fueron anulados colocándolos en opción de compra, reduciéndose en 2013 a 22. En enero de 2018, el presidente de NHIndustries, Vincent Dubrule, declaró que confiaba en que España realizaría un nuevo pedido a finales de 2018 por 23 NH90 TTH adicionales, lo que elevaría el total a 45.
22 TTH en un primer pedido, repartidos de la siguiente manera:
- 16 helicópteros para el Ejército de Tierra.[22]
- 6 helicópteros para el Ejército del Aire.

En septiembre de 2018 se aprueba la adquisición del segundo lote de 23 aparatos hasta completar los 45 ya comentados, quedando prevista la asignación por Ejércitos:
- 10 helicópteros para el Ejército de Tierra.
- 6 helicópteros para el Ejército del Aire.[24]
- 7 helicópteros para la Armada

 Francia
- Fuerza Aérea Francesa: 34 TTH.[25]

 Catar
- Fuerzas Armadas de Catar: 28 NH90 (16 TTH + 12 NFH).[26]

 México
- Marina de México: La Marina de México hizo público su interés por la aeronave mediante un documento de la Secretaría de Hacienda y Crédito Público. Se pretende una cartera de inversión para la compra de 2 NH90 NFH, que será pagada en un lapso de 5 años por 290 millones de dólares.[27]

## Especificaciones (NH90 TTH)
Referencia datos: NHIndustries.com

### Características generales
- Tripulación: Dos (pilotos)
- Capacidad: 

  - Transporte de tropas: 20 soldados
  - Evacuación médica: 12 camillas
  - Transporte de carga: 2 palés OTAN
- Longitud: 

  - Total: 19,56 m (incluyendo rotores)
  - Fuselaje: 16,13 m
- Diámetro rotor principal: 16,3 m
- Peso vacío: 6400 kg (14 105,6 lb)
- Peso útil: 4200 kg (9256,8 lb)
- Peso máximo al despegue: 10 600 kg (23 362,4 lb)
- Anchura: 3,63 m (4,61 m incluyendo estabilizador de cola)
- Dimensiones internas: 2×4,8×1,58 m  (ancho × largo × alto), volumen: 15,2 m³

### Rendimiento
- Velocidad máxima operativa (Vno): 300 km/h (186 MPH; 162 kt)
- Velocidad crucero (Vc): 260 km/h (162 MPH; 140 kt)
- Alcance: 982 km (530 nmi; 610 mi) máximo, 900 km con 2500 kg de carga
- Alcance en combate: km
- Alcance en ferry: 1600 km con depósitos de combustible internos auxiliares
- Techo de vuelo: 6000 m (19 685 ft)
- Régimen de ascenso: 11,2 m/s (2205 ft/min) (máximo)

### Armamento
- Ametralladoras: 

  - 2 de 12,7 mm en las puertas
- Torpedos (NFH)
  - 2× Torpedos MU90 (324 mm)
  - 2× Stingray (325 mm)
  - 2× Mark 46 (325 mm)
- Misiles antibuque (NFH)
  - 2x MBDA Marte MK2/S
- Cohetes: 2 contenedores de
  - 22×22, 12×12 o 8×8 SNEB de 68 mm (TTH)
- Otros: contenedor adicional:
  - Cañones: 2x Nexter M621 de 20 mm de calibre
  - 2x depósitos de combustible externos de 500 l cada uno
  - 2x depósitos de combustible externos de 250 l cada uno

## Aeronaves relacionadas

### Aeronaves similares
- Harbin Z-20
- H-92 Superhawk
- Bell 525 Relentless
- Sikorsky MH-60R Seahawk
- Sikorsky CH-148 Cyclone
- Sikorsky UH-60 Black Hawk
- AgustaWestland AW101
- AgustaWestland AW149
- Mil Mi-38
- Eurocopter EC725 Cougar
- AgustaWestland AW159 Wildcat
- Airbus Helicopters H175
- Eurocopter AS532 Cougar
- Mil Mi-17

### Secuencias de designación
- Secuencia AS/EC_ (interna de Aérospatiale/Eurocopter): ← EC665 Tigre - EC725 - HH/MH-65 Dolphin - NH90 →
- Secuencia H_ (interna de Airbus Helicopters): ← H215M - H225 - H225M - NH-90 - Tiger
- Secuencia de designación de aeronaves de las Fuerzas Armadas Italianas: ← H-47 - C-50 - P-72 - H-90 - H-101 - G-103 - H-109 →
- Secuencia Hkp/HKP _ (Helicópteros de la Fuerza Aérea sueca): ← HKP 9 - HKP 10 - HKP 11 - HKP 14 - HKP 15 - HKP 16
- Secuencia A_ (Aeronaves de la RAAF (Serie Tres, Serie Conjunta, 1964-presente)): ← A37 Challenger 604 - A38 Tiger - A39 KC-30A MRTT - A40/N40 MRH-90 - A41 Globemaster III - N42 A109E - A43 RQ-7B Shadow →
- Secuencia H._ (Helicópteros del Ejército del Aire español, 1978-presente): ← HE/HU.26 - HT/HU.27 - HA.28 - HD.29 - HU.30